# Nephodia fumida
Nephodia fumida là một loài bướm đêm trong họ Geometridae.